# The Baroque Cycle

The Baroque Cycle est une trilogie de romans de science-fiction de Neal Stephenson, publiée entre 2003 et 2005.

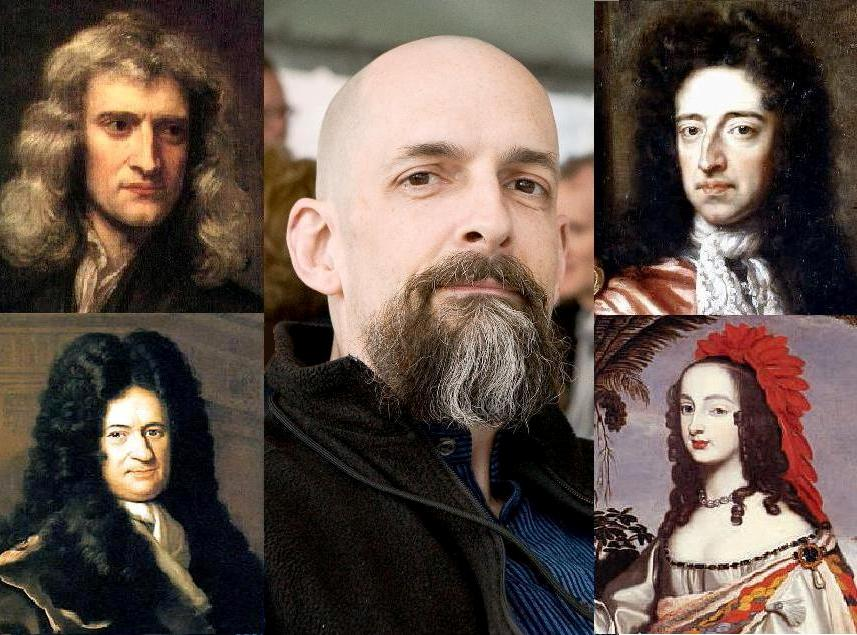
Un montage montrant l'auteur Neal Stephenson et quatre personnages historiques de sa série de livres The Baroque Cycle : (dans le sens inverse des aiguilles d'une montre à partir du haut à gauche) Isaac Newton, Gottfried Leibniz, l'électrice Sophia de Hanovre et Guillaume d'Orange

A l'heure actuelle, cette trilogie n'a pas été traduite en langue française.

## Romans composant la trilogie
La trilogie est constituée des ouvrages suivants :
1. (en) Quicksilver, 2003Nommé au prix Locus du meilleur roman de science-fiction 2004
2. (en) The Confusion, 2004Prix Locus du meilleur roman de science-fiction 2005
3. (en) The System of the World, 2004Prix Locus du meilleur roman de science-fiction 2005

## Lieux, époques, thèmes
Les récits suivent les aventures de divers personnages et relatent des événements ayant eu lieu fin XVIIe/début XVIIIe siècle, soit entre environ 1660, date de la création de la Royal Society à Londres par une charte de Charles II Stuart[source insuffisante], et 1715, fin de la dynastie des Stuart, et mort de Louis XIV sous le règne duquel avait été fondée l'Académie royale des sciences par Colbert en 1666. L'action se déroule en Europe et en Nouvelle-Angleterre. L'auteur brosse un tableau de la Révolution scientifique à l'âge baroque.
L'auteur fait notamment appel à la cryptologie, à la numismatique, à l'alchimie.

## Personnages

### Personnages principaux
- Daniel Waterhouse : philosophe anglais
- Jack Shaftoe : aventurier
- Eliza : jeune esclave, par la suite devenue libre, qui devient espion et financier
- Enoch Root : homme mystérieux et sans âge
- Bob Shaftoe : soldat au service de John Churchill, frère de Jack Shaftoe

### Personnages secondaires
- Louis Anglesey : comte d'Upnor, escrimeur de génie
- Thomas More Anglesey : cavalier, duc de Gunfleet
- Duc d'Arcachon : amiral français
- Étienne d'Arcachon : fils du précédent
- Henry Arlanc (1) : huguenot, ami de Jack Shaftoe
- Henry Arlanc (2) : fils du précédent
- Mme Arlanc : femme du précédent
- Gomer Bolstrood : dissident
- Clarke : alchimiste anglais
- John Comstock : comte d'Epsom et Lord Chancellor
- Will Comstock : comte de Lostwithiel
- Édouard de Gex : jésuite fanatique, prêtre à Versailles
- Lothar von Hacklheber : banquier allemand obsédé par l'alchimie
- Norman Orney : armateur londonien
- Danny Shaftoe : fils de Jack Shaftoe
- Jimmy Shaftoe : fils de Jack Shaftoe
- M. Sluys : marchand néerlandais et négrier
- M. Threader : écrivain public
- Drake Waterhouse : père de Daniel Waterhouse
- Faith Waterhouse : femme de Daniel Waterhouse
- Godfrey Waterhouse : fils de Daniel Waterhouse
- Mayflower Waterhouse : demi-sœur de Daniel Waterhouse, épouse de Thomas Ham
- Raleigh Waterhouse : demi-frère de Daniel Waterhouse
- Sterling Waterhouse : demi-frère de Daniel Waterhouse
- Charles White : capitaine des Messageries royales
- Yevgeny : hérétique russe, rebelle anti-tsariste
- Peter Hoxton
- Colonel Barnes
- Kottakkal : reine des pirates de Malabar
- Teague Partry : parent éloigné des Shaftoes

### Personnages historiques cités dans les romans
Par ordre alphabétique.
- Caroline d'Ansbach
- Barbe Noire
- Jean Bart
- Robert Boyle
- Charles II d'Angleterre
- John Churchill
- D'Artagnan
- Nicolas Fatio de Duillier
- John Flamsteed
- Benjamin Franklin
- George I : roi de Grande-Bretagne
- George II : prince de Galles
- Handel
- Robert Hooke
- Huygens
- James Stuart
- George Jeffreys
- Jack Ketch : bourreau royal
- Leibniz : philosophe et mathématicien
- Louis XIV : roi de France
- Mary II d'Angleterre
- Thomas Newcomen
- Isaac Newton : mathématicien
- Henry Oldenburg
- William Penn
- Samuel Pepys
- Pierre Ier de Russie : tsar de Russie, voyageant incognito sous le nom de Peter Romanov
- James Scott
- Jean III Sobieski : roi de Pologne
- Salomon
- John Wilkins
- William III d'Angleterre
- Christopher Wren : savant et architecte